# Judo na Letních olympijských hrách 1980 – muži – těžká váha
Zápasy v judu na XXII. Letních olympijských hrách v kategorii těžkých vah mužů proběhly v Moskvě, 26. července 1980.

## Finále
| Finále            |               |
| ----------------- | ------------- |
| Angelo Parisi     | Angelo Parisi |
| Dimitar Zaprjanov | Angelo Parisi |

## Opravy / O bronz
Do oprav se dostali judisté, kteří během turnaje prohráli svůj zápas s jedním ze dvou finalistů.
| opravy    | opravy            | o bronz           |                   |
| --------- | ----------------- | ----------------- | ----------------- |
| volný los | Wojciech Reszko   | Vladimír Kocman   | Vladimír Kocman   |
| volný los | Wojciech Reszko   | Vladimír Kocman   | Vladimír Kocman   |
|           | Vladimír Kocman   | Vladimír Kocman   | Vladimír Kocman   |
|           |                   | Paul Radburn      | Vladimír Kocman   |
| volný los | Ulf Ekberg        | Radomir Kovačević | Radomir Kovačević |
| volný los | Ulf Ekberg        | Radomir Kovačević | Radomir Kovačević |
|           | Radomir Kovačević | Radomir Kovačević | Radomir Kovačević |
|           |                   | Kim Mjong-kju     | Radomir Kovačević |

## Pavouk
|   | 1/32              | 1/16                 | čtvrtfinále       | semifinále        | finále            |
| - | ----------------- | -------------------- | ----------------- | ----------------- | ----------------- |
| A | Jaakko Saari      | Mihai Cioc           | Paul Radburn      | Paul Radburn      | Angelo Parisi     |
| A | Mihai Cioc        | Mihai Cioc           | Paul Radburn      | Paul Radburn      | Angelo Parisi     |
| A | volný los         | Paul Radburn         | Paul Radburn      | Paul Radburn      | Angelo Parisi     |
| A | volný los         | Paul Radburn         | Paul Radburn      | Paul Radburn      | Angelo Parisi     |
| A | volný los         | Jean Zinniker        | Jean Zinniker     | Paul Radburn      | Angelo Parisi     |
| A | volný los         | Jean Zinniker        | Jean Zinniker     | Paul Radburn      | Angelo Parisi     |
| A | volný los         | Abdoulaye Kote       | Jean Zinniker     | Paul Radburn      | Angelo Parisi     |
| A | volný los         | Abdoulaye Kote       | Jean Zinniker     | Paul Radburn      | Angelo Parisi     |
| B | volný los         | Vladimír Kocman      | Vladimír Kocman   | Angelo Parisi     | Angelo Parisi     |
| B | volný los         | Vladimír Kocman      | Vladimír Kocman   | Angelo Parisi     | Angelo Parisi     |
| B | volný los         | Peter Adelaar        | Vladimír Kocman   | Angelo Parisi     | Angelo Parisi     |
| B | volný los         | Peter Adelaar        | Vladimír Kocman   | Angelo Parisi     | Angelo Parisi     |
| B | volný los         | Angelo Parisi        | Angelo Parisi     | Angelo Parisi     | Angelo Parisi     |
| B | volný los         | Angelo Parisi        | Angelo Parisi     | Angelo Parisi     | Angelo Parisi     |
| B | volný los         | Wojciech Reszko      | Angelo Parisi     | Angelo Parisi     | Angelo Parisi     |
| B | volný los         | Wojciech Reszko      | Angelo Parisi     | Angelo Parisi     | Angelo Parisi     |
| C | Radomir Kovačević | Radomir Kovačević    | Radomir Kovačević | Dimitar Zaprjanov | Dimitar Zaprjanov |
| C | Güsemín Džalá     | Radomir Kovačević    | Radomir Kovačević | Dimitar Zaprjanov | Dimitar Zaprjanov |
| C | volný los         | Vitalij Kuzněcov     | Radomir Kovačević | Dimitar Zaprjanov | Dimitar Zaprjanov |
| C | volný los         | Vitalij Kuzněcov     | Radomir Kovačević | Dimitar Zaprjanov | Dimitar Zaprjanov |
| C | volný los         | Dimitar Zaprjanov    | Dimitar Zaprjanov | Dimitar Zaprjanov | Dimitar Zaprjanov |
| C | volný los         | Dimitar Zaprjanov    | Dimitar Zaprjanov | Dimitar Zaprjanov | Dimitar Zaprjanov |
| C | volný los         | Ulf Ekberg           | Dimitar Zaprjanov | Dimitar Zaprjanov | Dimitar Zaprjanov |
| C | volný los         | Ulf Ekberg           | Dimitar Zaprjanov | Dimitar Zaprjanov | Dimitar Zaprjanov |
| D | volný los         | Osvaldo Simões Filho | Kim Mjong-kju     | Kim Mjong-kju     | Dimitar Zaprjanov |
| D | volný los         | Osvaldo Simões Filho | Kim Mjong-kju     | Kim Mjong-kju     | Dimitar Zaprjanov |
| D | volný los         | Kim Mjong-kju        | Kim Mjong-kju     | Kim Mjong-kju     | Dimitar Zaprjanov |
| D | volný los         | Kim Mjong-kju        | Kim Mjong-kju     | Kim Mjong-kju     | Dimitar Zaprjanov |
| D | volný los         | Imre Varga           | Imre Varga        | Kim Mjong-kju     | Dimitar Zaprjanov |
| D | volný los         | Imre Varga           | Imre Varga        | Kim Mjong-kju     | Dimitar Zaprjanov |
| D | volný los         | Sajid Farhad         | Imre Varga        | Kim Mjong-kju     | Dimitar Zaprjanov |
| D | volný los         | Sajid Farhad         | Imre Varga        | Kim Mjong-kju     | Dimitar Zaprjanov |